# Isela okuncana
Isela okuncana is een spinnensoort in de taxonomische indeling van de Mysmenidae.
Het dier behoort tot het geslacht Isela. De wetenschappelijke naam van de soort werd voor het eerst geldig gepubliceerd in 1985 door C. E. Griswold.